# ابن الطبيز
أبو القاسم عبد الرحمن بن عبد العزيز بن أحمد الحلبي السراج الرامي المشهور بابن الطبيز، نزيل دمشق. أحد رواة الحديث النبوي.
حدث عن: محمد بن عيسى البغدادي العلاف، وأبي بكر محمد بن الحسين السبيعي، ومحمد بن جعفر بن السقا، وأبي بكر محمد بن عمر الجعابي الحافظ، وجماعة تفرد في الدنيا بالرواية عنهم. روى عنه: عبد العزيز الكتاني، وعلي بن محمد الربعي، والحسن بن أحمد بن عبد الواحد بن أبي الحديد، ووالده أحمد، وأبو عبد الله بن أبي الصقر الأنباري، وأبو القاسم بن أبي العلاء المصيصي، والفقيه نصر المقدسي، وعبد الرزاق بن عبد الله الكلاعي، وآخرون.
قال أبو الوليد الباجي : «هو شيخ لا بأس به». قال عبد العزيز: «توفي شيخنا ابن الطبيز في جمادى الأولى سنة إحدى وثلاثين وأربعمائة، وكان يذكر أن مولده في سنة ثلاثين وثلاثمائة». وقال أيضًا: «وكانت له أصول حسنة، وكان يذهب إلى التشيع». قال الذهبي: «كان شيخه العلاف يروي عن أحمد بن عبيد الله النرسي والكبار».

## مروياته
أخبرنا عبد الحافظ بن بدران أخبرنا أحمد بن الخضر، أخبرنا حمزة بن كروس، أخبرنا نصر بن إبراهيم الفقيه، أخبرنا عبد الرحمن بن عبد العزيز السراج، أخبرنا محمد بن جعفر بن هشام الحلبي، حدثنا سليمان بن المعافى بحلب، حدثنا أبي، حدثنا موسى بن أعين، عن أبي الأشهب، عن عمران بن مسلم، عن سالم بن عبد الله، عن أبيه، عن عمر، عن النبي صلى الله عليه وسلم قال: من دخل السوق فقال: لا إله إلا الله وحده لا شريك له، له الملك وله الحمد، يحيي ويميت، بيده الخير وهو على كل شيء قدير، كتب الله له بها ألف ألف حسنة، ومحا عنه ألف ألف سيئة، وبنى له بيتا في الجنة.

## وفاته
توفي ابن الطبيز سنة 431 هـ.